# ماساهیرو آندو (آهنگساز)
ماساهیرو آندو (انگلیسی: Masahiro Andoh؛ زادهٔ ۱۶ سپتامبر ۱۹۵۴) آهنگساز، گیتارنواز اهل ژاپن است. وی از سال ۱۹۷۶ میلادی تاکنون مشغول فعالیت بوده‌است.